# Brian Shenton
Brian Shenton   (Doncaster, 15 de març de 1927 - Yeovil, 9 de maig de 1987) va ser un atleta anglès, especialista en curses de velocitat, que va competir durant la dècada de 1950.
Durant la seva carrera esportiva va prendre part en dues edicions dels Jocs Olímpics d'Estiu. El 1952, a Hèlsinki, disputà dues proves del programa d'atletisme. Fou quart en els 4x100 metres, mentre en els 200 metres, quedà eliminat en sèries. Quatre anys més tard, als Jocs de Melbourne, tornà a disputar dues proves del programa d'atletisme. En aquesta ocasió fou cinquè en els 4x100 metres, mentre en els 200 metres, quedà eliminat en semifinals.
En el seu palmarès destaquen dues medalles al Campionat d'Europa d'atletisme. Una d'or en la cursa dels 200 metres en l'edició de 1950, i una de plata en els 4x100 metres el 1954 formant equip amb George Ellis, Kenneth Jones i Kenneth Box. També guanyà dues medalles de plata als Jocs de l'Imperi Britànic, en els 4x110 iardes el 1950 i en les 220 iardes el 1954. Va guanyar el campionat britànic de l'AAA de les 220 iardes el 1954 i 1956 i formà part de l'equip que millorà el rècord nacional britànic dels 4x100 metres en diverses ocasions.
Va morir en un accident de cotxe.

## Millors marques
- 100 metres. 10.6" (1956)
- 200 metres. 21.2" (1956)[1][6]